# Lenisa
Genre
Lenisa est un genre de Lépidoptères de la famille des Noctuidae, comprenant deux espèces endémiques d'Europe.

## Systématique
Le genre Lenisa a été créé en 2005 par les entomologistes Michael Fibiger (d), Alberto Zilli (d) et László Aladár Ronkay (d).
Pour BioLib ce genre est synonyme d’Archanara Walker, 1866.

## Liste des espèces
Selon GBIF (28 août 2021) et Fauna Europaea (28 août 2021) :
- Lenisa geminipuncta (Haworth, 1809)
- Lenisa wiltshirei (Bytinski-Salz, 1936)